# Newton Baker
Newton Deihl Baker (Nyugat-Virginia, 1871. december 3. - Ohio, 1937. december 25.) amerikai politikus, hadügyminiszter.

## Élete

### Ifjúkora
1871 decemberében született A Nyugat-Vriginia állambeli Martinsburg városában.
Itt végezte el az általános iskolát, feltehetően jó eredményekkel. Az iskola utolsó évében részt vett egy előképzésen az alexandriai Püspöki Középiskolában, majd itt végezte el középiskolai tanulmányait. 1889-ben (18 éves korában) vették fel a Johns Hopkins Egyetemre, ahol jogot tanul majd 1892-ben diplomázott le. Egyetemi évei alatt többször is találkozott Woodroow Wilsonnal (az Egyesült Államok későbbi elnökével), aki ekkoriban a Princeton Egyetem lektora volt.

### Politikai pályafutása
A Washingtoni Jogi Egyetemen elvégzett egy kétéves képzést jogból. Később rövid időre hazatért szülővárosába, majd az Ohio állambeli Cleveland városába költözött, ahol ügyvédként tevékenykedett. 1902-ben nősült meg, felesége a Pennsylvania államból származó Elizabeth Leopold lett.
A forrás nem tesz róla említést, hogy pontosan mikor lépett a Demokrata Pártba, azonban a politikához való közeledése 1902-12 közé tehető. 1912-ben a párt tagjaként megnyerte a Cleveland önkormányzati választását, így a  város polgármestere lett. Kétéves tevékenysége után 1914-ben ismét megválasztották. Az 1912-es Demokrata Kongresszuson szorosabb ismeretséget kötött Thomas W. Wilsonnal, s támogatta őt az elnöki székért való harchoz szükséges szavazatával. Bakert „reformdemokratának” is nevezték, ugyanis erős pacifista és újító nézetei miatt kitűnt társai közül.
1916-ban Lindley Garrisont követően az Egyesült Államok hadügyminisztere lett. A mélyen békebarát miniszter sokat tett a háború utáni békés rendezések érdekében. A Republikánus Párt gyakran támadta döntései miatt, mint például John Pershing kinevezése okán. A republikánusok ugyanis nem támogatták Leonard Wood (az amerikai csapatok akkori parancsnokának) leváltását. A háború után a Párizs-környéki békék megkötésekor az amerikai delegáció tagja, a Népszövetség egyik leghűebb támogatója.

### További élete
1921-ben visszatért Clevelandbe és továbbra is a jogi pályán tevékenykedett.
1936-ban megjelent könyve a Miért léptünk háborúba? címmel.
1937-ben karácsony napján hunyt el. 